# Piz Ault
Piz Ault är en bergstopp i Schweiz.   Den ligger i regionen Surselva och kantonen Graubünden, i den centrala delen av landet, 100 km öster om huvudstaden Bern. Toppen på Piz Ault är 3 027 meter över havet, eller 175 meter över den omgivande terrängen. Bredden vid basen är 0,69 km.
Terrängen runt Piz Ault är huvudsakligen mycket bergig. Närmaste större samhälle är Erstfeld, 14,2 km nordväst om Piz Ault. 
I omgivningarna runt Piz Ault växer i huvudsak blandskog. Runt Piz Ault är det mycket glesbefolkat, med 3 invånare per kvadratkilometer.